# Kollam
Kollam là một thành phố và là nơi đặt hội đồng thành phố (municipal corporation) của quận Kollam thuộc bang Kerala, Ấn Độ.

## Địa lý
Kollam có vị trí 11°27′B 75°41′Đ / 11,45°B 75,68°Đ Nó có độ cao trung bình là 1 mét (3 feet).

## Nhân khẩu
Theo điều tra dân số năm 2001 của Ấn Độ, Kollam có dân số 361.441 người. Phái nam chiếm 49% tổng số dân và phái nữ chiếm 51%. Kollam có tỷ lệ 82% biết đọc biết viết, cao hơn tỷ lệ trung bình toàn quốc là 59,5%: tỷ lệ cho phái nam là 84%, và tỷ lệ cho phái nữ là 80%. Tại Kollam, 11% dân số nhỏ hơn 6 tuổi.